# Esperidião Noronha
Esperidião Noronha (Itabaiana, 24 de outubro de 1875 — ???, 24 de dezembro de 1956) foi um músico e uma liderança política da cidade de Itabaiana, chegando a ser vereador da cidade e deputado estadual.

## Biografia
Nasceu na Vila de Itabaiana em 24 de outubro de 1875, filho de Benvindo Tito de Jesus e Antônia Francisca de Jesus. Numa época em que havia certo liberalismo na escolha do sobrenome herdou o Noronha de sua avó paterna Ana Bigé Noronha. Músico desde cedo, estudou com Teodorico Nunes de Carvalho, a conselho deste seguindo para Aracaju e ali sentando praça, tornando-se, pois, um militar. De lá se transfere para Riachuelo, à época florescente centro comercial, vindo depois para Campo do Brito, organizando uma banda de música por onde passou. Casou-se em Itabaiana a 16 de maio de 1905 com Teonila de Almeida Noronha com teve doze filhos. Como músico pertenceu à Filarmônica Euphrosina, passando depois a chefiar a recém-nascida Filarmônica Santo Antonio durante sua curta existência até 1925. Residiu durante toda a sua vida em Itabaiana na rua que hoje leva seu nome, até os dias atuais, ainda conhecida também pelo nome de Rua Nova. Deixou várias peças musicais de sua autoria e tocava todos os instrumentos com que lidava na banda que comandou. Com família tão grande e a sua importância pessoal na sociedade itabaianense fez da sua casa um centro de reuniões festivas quase que permanente. Seu primeiro teste na política deu-se a partir de 1912 quando ocupou uma vaga de Conselheiro Municipal no biênio 1912/1913, repetindo a seguir no biênio 1914/1915. Dez anos depois eu nome reaparece como Conselheiro, contudo, as manobras políticas, de tantos vícios da República Velha o demovem do cargo em 1926. Não mais retornaria à Câmara apesar de seu engajamento no Partido Republicano por onde se elege em 1934 à Assembléia Legislativa. À queda de Maynard Gomes, primeiro interventor do Estado e candidato constitucional ao Governo o leva para o lado vencedor de Eronildes Carvalho, ingressando na UDN, partido do qual seria chefe até a sua morte, apesar de já dividir a liderança com Euclides Paes Mendonça. Na UDN se elegeu pela segunda vez Deputado Estadual participando da Constituinte de 47. Depois deste mandato se afastou da vida pública. Cego e quase paralítico, faleceu em 24 de dezembro de 1956.

## O Músico
Foi o único Regente da Filarmônica Sto. Antônio, criada em julho de 1904 pelo Dr. Manoel Baptista Itajahy visando atender as festas organizadas pelos cabaús, pois a filarmônica N Sra. Da Conceição, já existente, pertencia aos pebas e a rivalidade política de então não permitia que a filarmônica de pebas tocasse numa festa de cabaús. A Filarmônica Sto. Antônio teve como músico de destaque Manoel das Neves Barreto (Neo Sapateiro). Foi extinta em 1925, após a morte de seu fundador, o Dr. Manoel Baptista Itajahy (1918) e a maioria de seus integrantes passaram a fazer parte da Filarmônica N S da Conceição.